# Pregled:Katoličanstvo
Katoličanstvo ili katolicizam (latinski catholicismus, od grčkog καθολικός, sveopći, univerzalni), kršćanski ogranak čiji je nauk definiran na dvadeset i jednom ekumenskom koncilu; vjeroispovijedni sustav Katoličke Crkve. Uz pravoslavlje, protestantizam, miafizitizam i nestorijanizam glavna kršćanska konfesija ili vjeroispovijest. U nazivu je naznačena univerzalnost kršćanske evanđeoske poruke, namijenjene svakom čovjeku, narodu, jeziku, kulturi, civilizaciji i društvu, što je jedno od četiriju obilježja svake kršćanske Crkve (katolicitet).
Katoličanstvo se može opisati kao:
- kršćanska vjeroispovijed
- Katolička Crkva

## Hijerarhija
- Hijerarhija Katoličke Crkve - Katolička Crkva sastoji se od biskupija, svaku nadzire biskup. Biskupije su podijeljene u pojedinačne zajednice zvane župe, u svakoj od kojih radi jedan ili više svećenika. Svećenicima mogu pomagati đakoni.

- Papa - poglavar Katoličke Crkve.
- Kardinal - nakon pape najviša crkvena služba Katoličke Crkve.
- Patrijarh (kršćanstvo) - visoka crkvena titula koju nose biskupi nekih kršćanskih Crkava koje prihvaćaju apostolsko naslijeđe.
- Primas - počasni naslov pojedinih visokih crkvenih dostojanstvenika u Katoličkoj Crkvi.
- Metropolit - visoki crkveni dostojanstvenik u Katoličkoj Crkvi. Izvorno se taj naslov davao biskupu glavnog grada pokrajine.
- Nadbiskup - naslov što ga u Katoličkoj Crkvi redovito ima biskup, koji se nalazi na čelu nadbiskupije i koji je, obično, prvi među biskupima jedne crkvene pokrajine ili metropolije.
- Biskup - poglavar biskupije
- Generalni vikar - prvi suradnik dijecezanskoga biskupa u pastoralnom upravljanju biskupijom.
- Dekan - svećenik kojemu je povjereno upravljanje dekanatom
- Prodekan - pomoćnik i zamjenik dekana
- Svećenik -  posebno pripremljena osoba koja prinosi misne žrtve i obavlja druge vjerske obrede.
- Redovnik - svećenik, koji je član neke redovničke zajednice (npr. franjevci, dominikanci, benediktinci, karmelićani itd.)
- Župnik - svećenik kojemu je povjerena pastoralna skrb nad župnom zajednicom.
- Kapelan - mladi svećenik (obično odmah nakon posvećenja), koji pomaže župniku u skrbi za župu. Pripravnik, koji se priprema za samostalno vođenje župe.
- Đakon - osoba je prvog od tri stupnja svećeničkoga reda.
- Laik - član kršćanske Crkve, koji živi u tzv. svjetovnim zvanjima, to jest nije svećenik ili redovnik.

## Doktrina

### Teologija
Katekizam - zbirka izjava katoličkoga nauka objavljena u obliku knjige ili na nekom drugom mediju. Posljednji je Katekizam Katoličke Crkve iz 1994. godine.
- Nicejsko vjerovanje - ispovijest vjere
- Nicejsko-carigradsko vjerovanje - duža inačica ispovijesti vjere
- Teologija tijela - katoličko učenje o spolnosti
- Božja milost - vrhovna naklonost Boga čovječanstvu, posebno u pogledu spasenja
- Božje milosrđe - pobožnost Isusu Kristu povezana s Isusovim ukazanjima svetoj Faustini Kowalski. Dvije glavne teme pobožnosti su: povjerenje u Kristovu beskrajnu dobrotu i pokazivanje milosrđa drugima poput slapova Božje ljubavi prema bližnjemu.[1]
- Dogma - temeljni princip vjere
- Pneumatologija - znanost o Duhu Svetome. Obrađuje otajstvo treće božanske osobe s biblijskog, teološkog, povijesno-koncilsko-dogmatskog i eklezijalnoga stajališta u sustavnom promišljanju njegove naravi i djelovanja u otajstvu spasenja.
- Kristologija - nauk o božanskoj i ljudskoj naravi Isusa Krista.
- Mariologija - grana bogoslovlja, koja proučava život Blažene Djevice Marije i djela o njoj.
- Četiri obilježja Crkve - jedinstvena, sveta, opća i apostolska.
- Istočni grijeh - iskonski grijeh u kojem se, po tradicionalnoj katoličkoj teologiji, rađaju svi ljudi jer potječući od Adama, participiraju u njegovu grijehu neposluha prema Bogu.
- Grijeh - svjesno i namjerno kršenje Božjih zapovijedi.
- Spasenje - pojam, kojim se označava oslobođenje čovjeka i cijelog čovječanstva od različitih oblika zla, grijeha i smrti.
- Otkupljenje - pojam se odnosi na Isusa Krista, odnosno na vrijednost njegovog života koji je, budući da je savršen, položen kao žrtva za otkup čovječanstva iz stanja nesavršenosti, tj. grijeha.
- Govor na gori - najvažniji Isusov govor u kojem je proglasio temelje kršćanskog života, dao pravila za život, upute apostolima i prikazao odnos Staroga zavjeta prema Novome.
- Deset Božjih zapovijedi s katoličkog gledišta - niz vjerskih i moralnih načela, koja su prepoznata kao moralni temelj
- Presveto Trojstvo - naziv za Boga kada se želi naglasiti nauk da je jedan, a istovremeno se sastoji od tri osobe: Oca, Sina i Duha Svetog. To je jedna od temeljnih istina kršćanstva.
- Papina nezabludivost - dogma u katoličkoj teologiji prema kojoj papa ne može zabluditi u pitanjima vjere i moralnog nauka kad naučava ex cathedra. To ne znači da on kao osoba ne bi mogao pogriješiti ili biti grešan, već se ta odluka odnosi isključivo na svečano izjavljivanje određenog nauka. Dosad su se pape samo jedanput poslužili tom odlukom, kad je proglašena dogma o uznesenju Blažene Djevice Marije na nebo.
- Bezgrješno začeće Blažene Djevice Marije - katolička dogma, koja tumači da je jedinstvenom Božjom povlasticom Blažena Djevica Marija očuvana od svake mrlje istočnoga grijeha od trenutka svoga začeća. Također, Marija nije bila lišena milosti posvetne, već je bila puna milosti dobivenih od Boga i živjela je život posve bez grijeha.
- Općinstvo svetih - duhovno je jedinstvo kršćana, kojeg čine kršćani na zemlji, kršćani na nebu i oni u čistilištu. Oni svi dio su jednog "mističnog tijela", s Kristom kao glavom, u kojem svaki član pridonosi za svoju dobrobit i dobrobit svih.
- Socijalni nauk Katoličke Crkve - stav Katoličke Crkve o gospodarskim, političkim i kulturnim pitanjima.
- Kultura života - teološko-filozofski pojam, koji označava zauzimanje za poštovanje i zaštitu života.
- Ekumenizam - nastojanje oko pomirenja, suradnje, zbližavanja i jedinstva kršćanskih Crkava.
- Sudnji dan - posljednji i konačni sud koji će biti na kraju povijesti, nakon Isusovoga drugoga dolaska, tako da razdvoji pravedne od zlih, nakon čega će pravedni zadobiti vječni život kao nagradu, a zli konačnu propast kao kaznu
- Život poslije smrti - uvjerenje je, da se bitan dio identiteta pojedinca nastavlja i nakon smrti njegovog fizičkog tijela.
- Raj - stanje blaženstva u vječnom životu, u kojemu je čovjekova duša združena s Bogom.
- Čistilište - naziv za čišćenje duše nakon smrti, s ciljem postizanja svetosti potrebne za ulazak u raj.
- Pakao - mjesto gdje duše ljudi koji umru u smrtnom grijehu trpe vječnu patnju i kaznu.

### Sakramenti
Sedam svetih sakramenata:
1. Krštenje
2. Pomirenje (sakrament ispovijedi, pokora)
3. Euharistija (sveta Pričest)
4. Potvrda (krizma)
5. Ženidba
6. Sveti red
7. Bolesničko pomazanje

### Mariologija
- Mariologija - grana bogoslovlja, koja proučava život Blažene Djevice Marije i djela o njoj.
- Blažena Djevica Marija - Marija je prema nauku Katoličke Crkve: Majka Crkve (Mater Ecclesiae), Kraljica neba i zemlje te Suotkupiteljica čovječanstva.
- Bezgrješno začeće Blažene Djevice Marije - katolička dogma, koja tumači da je jedinstvenom Božjom povlasticom Blažena Djevica Marija očuvana od svake mrlje istočnoga grijeha od trenutka svoga začeća. Također, Marija nije bila lišena milosti posvetne, već je bila puna milosti dobivenih od Boga i živjela je život posve bez grijeha.
- Mala Gospa - spomendan rođenja Blažene Djevice Marije.
- Blagovijest - svetkovina u spomen na događaj kad je arkanđeo Gabrijel navijestio Blaženoj Djevici Mariji, da će začeti Isusa po Duhu Svetom.
- Marijino trajno djevičanstvo - nauk da je Blažena Djevica Marija bila djevica, prije Isusova začeća, za vrijeme trudnoće s Isusom i nakon Isusova rođenja
- Bezgrješno Srce Marijino - pobožno ime, kojim rimokatolici nazivaju tjelesno Marijino srce kao simbol Marijinih kreposti, ljubavi prema Bogu i majčinske ljubavi prema čovjeku.
- Velika Gospa - svetkovina Uznesenja Blažene Djevice Marije na nebo.
- Marijina ukazanja
- Majka svih Naroda - naziv za Blaženu Djevicu Mariju u nizu Marijinih ukazanja, poznatih kao amsterdamska ukazanja.
- Dodatak:Popis marijanskih svetišta u svijetu
- Dodatak:Popis marijanskih svetišta u Hrvatskoj
- Rasprava o pravoj pobožnosti prema Presvetoj Djevici Mariji - knjiga svetog Ljudevita Montfortskoga o pobožnosti prema Blaženoj Djevici Mariji.

### Suvremene teme
- Katolički pogled na pobačaj
- Katolički pogled na umjetnu oplodnju
- Katolički pogled na kontracepciju
- Katolički pogled na kloniranje ljudi
- Spolnost i kršćanstvo
- Rad trgovina nedjeljom
- Pravo na život

## Zemljopis katoličanstva
- Katolička Crkva po državama

### Vatikan
- Vatikan je izborna monarhija kojoj je na čelu biskup Rima – papa. Vatikan je središte Katoličke Crkve i njenog poglavara pape.
- Sveta Stolica ili Apostolska Stolica označava vrhovnu vlast Katoličke Crkve, odnosno papu i Rimsku kuriju.
- Popis papa
- Pontifikat je služba ili vrijeme provedeno u službi pape Rimokatoličke Crkve.
- Bazilika sv. Petra je vatikanska crkva izgrađena u stilu klasične renesanse, na mjestu prethodne ranokršćanske bazilike. Najvažnija od svih katoličkih crkvi.
- Rimska kurija skup je središnjih ureda i ustanova koje pomažu papi u vršenju njegove pastirske službe.
- Državno tajništvo Svete Stolice je dikasterij Rimske kurije koje pruža potporu papi u obavljanju njegove univerzalne misije.
- Kardinalski zbor predstavljaju kardinali koji biraju novog papu kao članovi rimskog klera.
- Eksteritorijalna područja Svete Stolice u Italiji
- Konkordat je međunarodni ugovor između Svete Stolice i neke države, kojim se uređuju pravni odnosi između Katoličke Crkve i dotične države.
- Apostolska nuncijatura ime je za diplomatsko predstavništvo odnosno veleposlanstvo Svete Stolice u nekoj državi.
- Urbi et Orbi je papino obraćenje i apostolski blagoslov namijenjen gradu Rimu i cijelom svijetu.

### Katolička Crkva u Hrvatskoj
- Katolička Crkva u Hrvatskoj - najveća je kršćanska zajednica u Republici Hrvatskoj.
- Katoličanstvo u Hrvata
- Hrvatska biskupska konferencija - trajna ustanova osnovana u Republici Hrvatskoj od Apostolske Stolice.
- Katolička upravna podjela Republike Hrvatske - teritorijalno podijeljena u 5 nadbiskupija i 14 biskupija koje tvore četiri metropolije: Zagrebačku, Splitsko-makarsku, Đakovačko-osječku i Riječku, te samostalnu Zadarsku nadbiskupiju i Vojni ordinarijat koji su izravno podvrgnuti Svetoj Stolici.
- Grkokatolička Crkva u Hrvatskoj - koristi bizantski istočni obred. Pokriva je Križevačka biskupija.
- Glas Koncila - katolički tjednik iz Zagreba.
- Hrvatski katolički radio - hrvatska radijska postaja s državnom koncesijom, dio Hrvatske katoličke mreže.
- Laudato TV - obiteljska televizija s kršćanskim vrijednostima
- Popis hrvatskih svetaca i blaženika
- Pro-life pokret u Hrvatskoj

## Povijest katoličanstva
- Povijest Katoličke Crkve - Katolički biskupi nasljednici su Isusovih apostola, a rimski biskup, poznat i kao Papa, jedini je nasljednik svetog Petra, koji je imenovan poglavarom Crkve u Novom zavjetu i služio u Rimu.

- Povijest papinstva

### Počeci i rano kršćanstvo
- Isus - utemeljitelj kršćanstva i važna ličnost u nekoliko drugih religija. Prema kršćanskom vjerovanju utjelovljeni Sin Božji,[2] utjelovljena Božja Riječ[3] (utjelovljenje), Mesija, Spasitelj i Otkupitelj svijeta.
- Apostol - dvanaestorica Kristovih učenika, koje je izabrao i poslao da nastave njegovu misiju propovijedajući Evanđelje i čineći »znakove« u njegovo ime.
- Rano kršćanstvo - kršćanstvo u razdoblju od Isusove smrti i uskrsnuća do prvoga ekumenskog crkvenog sabora, u Niceji, 325. godine.
- Pavlova misijska putovanja - opsežna putovanja sv. Pavla, opisana u Bibliji u Djelima apostolskim. Ta su se putovanja odvijala u godinama 47. do 56. godine nakon Krista.[4]
- Ranokršćanska umjetnost
- Katakombe - podzemno groblje u kojima su sahranjivani stari kršćani, često velikih dimenzija, naročito u ranokršćansko doba (najpoznatije su katakombe u Rimu Sebastijanove, Domiciline, Prisciline i dr.)
- Milanski edikt - uredba koju su 313. u Milanu zajednički proglasili Konstantin I. Veliki, tada tetrarh Zapada i Licinije, tetrarh istoka, a njome je i službeno označen kraj vjerskih progona u Rimskom Carstvu.

### Srednji vijek
- Pravilo sv. Benedikta
- Katedralna škola
- Kršćanska misija
- Klinijevci
- Crkveni raskol - 1054. podijelio je Crkvu na katoličku i pravoslavnu, a dogodio se za vrijeme vladavine carigradskoga patrijarha Mihajla I. Cerularija i pape Lava IX.
- Križarski ratovi
- Romanička arhitektura
- Gotička arhitektura
- Benediktinci, Dominikanci, Franjevci
- Inkvizicija
- Avignonsko papinstvo
- Zapadni raskol - podjela nastala u Katoličkoj Crkvi 1378. Pritom nije bilo nikakvog dokrinalnog razloga raskola, nego su povod predstavljali različiti politički interesi. Podjela je razriješena koncilom u Konstanzi 1417.

### Renesansa
- Sabor u Konstanzu
- Sabor u Baselu-Ferrari-Firenci
- Reformacija - vjerski i društveni pokret nastao raskolom s Rimokatoličkom Crkvom u Europi u 16. stoljeću, kojeg je započeo Martin Luther a nastavili ga Jean Calvin, Huldrych Zwingli i drugi rani protestantski reformatori.
- Hugenotski ratovi - francuski religiozni ratovi
- Protureformacija

### Barok
- Osmanski ratovi u Europi
- Prosvjetiteljstvo - zagovornici prosvjetiteljstva dovodili su u pitanje i izazivali autoritet institucija koje su bile duboko ukorijenjene u društvu poput, Katoličke Crkve
- Jansenizam
- Galikanizam

### Industrijsko doba
- Prvi vatikanski sabor
- Rerum Novarum - enciklika pape Lav XIII. 1891. upućena svim katoličkim biskupima, s podnaslovom - Prava i obaveze rada i kapitala.
- Quadragesimo anno
- Socijalni nauk Katoličke Crkve
- Katolička mariologija
- Mit brennender Sorge - enciklika Pija X. o položaju Katoličke Crkve u Njemačkom Reichu 1937. godine.

### Moderno doba
- Drugi vatikanski sabor - najvažniji crkveni događaj 20. stoljeća. Sabor je bio okrenut prema aggiornamentu, tj. otvaranju prema modernom društvu.
- Sacrosanctum Concilium - jedan je od najvažnijih tekstova Drugoga vatikanskoga sabora
- Lumen gentium - jedan od najvažnijih tekstova Drugoga vatikanskoga sabora.
- Dei verbum
- Gaudium et spes
- Humanae Vitae
- Evangelium Vitae
- Slika Božjeg milosrđa
- Marijanska svetišta
- Neokatekumenski put
- Teologija oslobođenja
- Kultura života
- Karizmatski pokret

## Liturgijska godina
Liturgijska godina ili crkvena godina godišnji je ciklus razdoblja i blagdana u Crkvi, kojim se određuje u koje doba treba održavati koji liturgijski obred i na koji način.
Značajnija liturgijska slavlja (po vremenu pojavljivanja u liturgijskoj godini):
- Došašće - vrijeme pripreme za blagdan Božića. Ujedno je početak liturgijske godine.
- Bezgrješno začeće Blažene Djevice Marije - blagdan kojim se slavi, da je jedinstvenom Božjom povlasticom Blažena Djevica Marija očuvana od svake mrlje istočnoga grijeha od trenutka svoga začeća.
- Božić - blagdan kojim se slavi rođenje Isusa Krista.
- Sveta obitelj - slavlje u čast Isusa iz Nazareta, njegove majke, Blažene Djevice Marije i skrbnika sv. Josipa.
- Marija Bogorodica - jedan od naslova koji se pridaje Mariji, Isusovoj majci.
- Bogojavljenje - blagdan kojim se slavi objava Boga čovječanstvu u ljudskom liku, u osobi Isusovoj.
- Krštenje Gospodinovo - proslava događaja kada je sv. Ivan Krstitelj krstio Isusa na rijeci Jordan.
- Svijećnica - blagdanom se slavi događaj iz Isusova djetinjstva, kada su, prema Mojsijevu Zakonu, Josip i Marija donijeli Isusa u Hram u Jeruzalemu, da ga, kao prvorođenca, obredno prikažu Bogu.
- Korizma - dio liturgijske godine u kojem se pokornički priprema za blagdan Uskrsa.
- Pepelnica ili Čista srijeda - kršćanski spomendan kojim započinje korizma.
- Blagovijest - svetkovina u spomen na događaj kada je arkanđeo Gabrijel navijestio Blaženoj Djevici Mariji, da će začeti Isusa po Duhu Svetom.
- Cvjetnica - Crkva se spominje Isusovog svečanog ulaska u Jeruzalem u dane prije Pashe.
- Veliki četvrtak - spomendan Isusove posljednje večere.
- Veliki petak - spomendan Isusove muke i smrti.
- Uskrs - najveća kršćanska svetkovina. To je dan Uskrsnuća Isusa Krista.
- Uzašašće ili Spasovo - blagdan Isusova uzašašća na nebo, 40 dana nakon Uskrsa.
- Duhovi - blagdan silaska Duha Svetoga na apostole u Jeruzalemu, 50 dana nakon Kristova uskrsnuća.
- Presveto Trojstvo - svetkovina je u čast Presvetog Trojstva, nauka da je Bog jedan, a istovremeno se sastoji od tri osobe: Oca, Sina i Duha Svetog.
- Tijelovo - svetkovina je u spomen na ustanovljenje Euharistije.
- Srce Isusovo - naziv kršćanske pobožnosti prema Isusu.
- Bezgrješno Srce Marijino - naziv kršćanske pobožnosti prema Djevici Mariji.
- Isusovo preobraženje - blagdan u čast Isusova preobraženja na gori Tabor.
- Velika Gospa - svetkovina Uznesenja Blažene Djevice Marije na nebo.
- Svi sveti - svetkovina kojom se slave svi sveci, kako oni koji su već kanonizirani, tako i oni koji to još nisu.
- Dušni dan - spomendan vjernih mrtvih.
- Svetkovina Krista Kralja - posljednja je nedjelja liturgijske godine. Slavi se Krist Kralj svega stvorenja.

Od svetaca, posebno se slave svetkovine: sv. Josipa (zaručnika Blažene Djevice Marije); sv. Petra i Pavla i rođenje sv. Ivana Krstitelja,

## Svete knjige

### Biblija
Biblija je zbirka knjiga, koje Židovi (samo SZ) i kršćani drže svetima, od Boga nadahnutima i glavnim izvorom svoje vjere.
- Zagrebačka Biblija

Stari zavjet
- Petoknjižje: Postanak, Izlazak, Levitski zakonik, Brojevi, Ponovljeni zakon
- Povijesne knjige: Jošua, Suci, Knjiga o Ruti, Prva knjiga o Samuelu, Druga knjiga o Samuelu, Prva knjiga o Kraljevima, Druga knjiga o Kraljevima, Prva knjiga ljetopisa, Druga knjiga ljetopisa, Knjiga Ezrina, Knjiga Nehemijina, Tobija, Judita, Estera, Prva knjiga o Makabejcima, Druga knjiga o Makabejcima
- Psalmi
- Mudrosne knjige: Job, Mudre izreke, Propovjednik, Pjesma nad pjesmama, Knjiga Mudrosti, Knjiga Sirahova
- Proročke knjige: Izaija, Jeremija, Tužaljke, Baruh, Ezekiel, Daniel, Hošea, Joel, Amos, Obadija, Jona, Mihej, Nahum, Habakuk, Sefanija, Hagaj, Zaharija, Malahija

Novi zavjet
- Evanđelja: po Mateju, po Marku, po Luki, po Ivanu
- Djela apostolska
- Poslanice apostola Pavla: Poslanica Rimljanima, Dvije poslanice Korinćanima, Poslanica Galaćanima, Poslanica Efežanima, Poslanica Filipljanima, Poslanica Kološanima, Dvije poslanice Solunjanima, Dvije poslanice Timoteju, Poslanica Titu, Poslanica Filemonu, Poslanica Hebrejima
- Katoličke poslanice: Jakovljeva poslanica, dvije Petrove poslanice, tri Ivanove poslanice, Judina poslanica
- Otkrivenje

### Katoličke knjige
- Nasljeduj Krista - klasično djelo katoličke duhovnosti i nakon Biblije najprevođenije i najčitanije katoličko djelo u povijesti.
- Teološka suma (lat. izvornik Summa theologica) - veliko sustavno bogoslovno djelo sv. Tome Akvinskoga, jedinstvena položaja u teološkoj književnosti.
- Knjige sv. Augustina: O državi Božjoj, Ispovijesti i dr.
- Povijest jedne duše - knjiga autobiografskih rukopisa sv. Terezije od Djeteta Isusa. Ova je knjiga do sada prevedena na više od 50 jezika, a ukupna naklada procjenjuje se na preko 500 milijuna primjeraka. Jedna je od najpoznatijih i najvrijednih knjiga, koju je napisao neki svetac.
- Dnevnik svete Faustine Kowalske - Dnevnik je svjedočanstvo, koje katolici prepoznaju kao remek-djelo mistične književnosti te ishodište pobožnosti Božanskome milosrđu.
- Rasprava o pravoj pobožnosti prema Presvetoj Djevici Mariji - knjiga svetog Ljudevita Montfortskoga o pobožnosti prema Blaženoj Djevici Mariji.
- Knjige blažene Ane Katarine Emerih: Siromašni život Gospodina našega Isusa Krista, Gorka muka Gospodina našega Isusa Krista i Život Blažene Djevice Marije.
- Knjige sv. Franje Saleškog: Filotea (Uvod u pobožni život), Teotim (Rasprava o Božjoj ljubavi) i dr.
- Knjige sv. Terezije Avilske: Put savršenosti, Zamak duše i dr.
- Knjige sv. Ivana od Križa - Uspon na goru Karmel, Tamna noć i dr.
- Mistični grad Božji - knjiga, koju je 1660. godine napisala službenica Božja Marija od Isusa Agredska.
- Duhovne vježbe - Sveti Ignacije Lojolski
- Knjige sv. Josemaría Escrive: Put, Brazda, Kovačnica

## Molitva
Molitva je vjerski čin izgovaranja određenog teksta, u kojem se vjernici obraćaju Bogu.
Oče naš • Jaganjče Božji • Slava Bogu na visini • Zdravo Marijo • Slava Ocu • Križni put • Krunica (popis) • Krunica Božjeg milosrđa • Križanje • Vjerovanje • Anđeo Gospodnji • Litanije • Zdravo Kraljice • Dušo Kristova

## Osobe

### Crkveni oci
Crkveni oci su ugledni kršćanski pisci i teolozi iz prvih stoljeća kršćanstva.
Apostolski oci: Klement I. • Ignacije Antiohijski • Sveti Polikarp
Grčki crkveni oci: Bazilije Veliki • Grgur Nazijanski • Ivan Zlatousti • Aleksandar Aleksandrijski • Atanazije Aleksandrijski • Irenej Lionski • Klement Aleksandrijski • Ćiril Aleksandrijski • Petar iz Sebaste • Grgur iz Nise • Ivan Damaščanski • Maksim Ispovjednik
Latinski crkveni oci: Ambrozije • Augustin • Jeronim • Grgur Veliki • Tertulijan • Ciprijan Kartaški
Apologetski oci: Justin Mučenik • Atenagora • Tacijan Sirski
Pustinjski crkveni oci: Antun Pustinjak • Pahomije • Efrem

### Crkveni naučitelji
Crkveni naučitelj (lat. "Doctor Ecclesiae"; eng. "Doctor of the Church") naslov je, koji su dobili sveci, koji su u velikoj mjeri pridonijeli teologiji i učenju. Dodjeljuje se jako rijetko, samo nakon smrti i nakon proglašenja svetim. Taj naslov imaju samo 31 svetac i 4 svetice.
Albert Veliki • Alfons Liguori • Ambrozije • Anselmo Canterburyjski • Antun Padovanski • Atanazije Aleksandrijski • Augustin • Bazilije Veliki • Beda Časni • Bernard iz Clairvauxa • Bonaventura • Ćiril Aleksandrijski • Ćiril Jeruzalemski • Efrem • Franjo Saleški • Grgur Nazijanski • Grgur I. • Grgur iz Nareka • Jeronim • Hilarije iz Poitiersa • Hildegarda iz Bingena • Ivan Avilski • Izidor Seviljski • Ivan Damaščanski • Ivan Zlatousti • Ivan od Križa • Katarina Sijenska • Leon Veliki • Lovro Brindisijski • Petar Damjan • Petar Kanizije • Petar Krizolog • Robert Bellarmino • Terezija Avilska • Mala Terezija • Toma Akvinski

### Redovnici
Crkveni redovi (redovništvo) crkvene su ustanove utemeljene na pravilima (regulama) zajedničkoga života, radi svjedočenja vjere, međusobnog pomaganja i pomaganja bližnjima.
- Popis crkvenih redova
- Vremenski slijed osnivanja crkvenih redova
- Redovnički zavjet
- Samostan
- Prosjački redovi
- Zatvoreni crkveni redovi
- Rimokatoličke redovničke provincije u Hrvatskoj
- Hrvatska konferencija viših redovničkih poglavara i poglavarica

Ančele • Augustinski heremiti • Barnabiti •  Bazilijanke • Benediktinci • Bijeli oci • Bosonoge karmelićanke • Bratstvo Jeruzalema • Cisterciti • Dehonijanci • Dominikanci • Dominikanke • Družba Misionara Krvi Kristove • Franjevci • Franjevci trećoredci glagoljaši • Ivanovci • Isusova mala braća • Isusovci • Kamaldolijanci • Kapucini • Karmelićani • Kartuzijanci • Kćeri Božje ljubavi • Kćeri Srca Isusova • Klanjateljice Krvi Kristove • Klarise • Konventualci • Lazaristi • Marijine sestre • Milosrdne sestre Svetoga Križa • Misionari Presvetoga Srca Isusova •  Misionarke ljubavi • Montfortanci • Oblati Bezgrješne • Oratorijanci • Palotinci • Pavlini • Pasionisti • Redemptoristi • Salezijanci • Sestre Kraljice svijeta • Sestre milosrdnice • Sestre Milosrdnog Isusa • Sestre Naše Gospe • Sestre Pohoda Marijina • Sestre Presvetog Srca Isusova • Sestre Služavke Maloga Isusa •  Školske sestre franjevke Krista Kralja • Spiritanci • Templari • Teutonski viteški red • Trapisti • Uršulinke • Usmiljenke • Vasilijanke • Verbiti • Viteški Red Svetoga Groba u Jeruzalemu • Zajednica svetog Ivana

### Sveci
Svetac je osoba koju je radi načina života sasvim posvećenoga Kristu, Crkva proglasila ili od davnine štuje kao svetu.
U početku su kao sveci štovani apostoli, Djevica Marija i prvi mučenici, a kasnije su im pridruživane i ostale osobe koje su mogle kršćanima poslužiti kao uzor kršćanskoga života.
- Popis katoličkih svetaca
- Rimski martirologij
- Svetac zaštitnik
- Beatifikacija, Kanonizacija
- Sluga Božji, Blaženik
- Četrnaest svetih pomoćnika

### Anđeli
- Anđeo je naziv za vječna bića, čija je dužnost da služe Bogu.
- Hijerarhija anđela
- Serafini, Kerubini, Prijestolja, Gospodstva, Vrline, Vlasti, Vrhovništva
- Arkanđeo: Mihovil, Gabriel i Rafael
- Anđeo čuvar
- Pali anđeo, Sotona
- Anđeo Gospodnji

## Vjerski objekti
- Crkva je građevina namijenjena za religijske službe, najčešće u kršćanskom bogoslužju.
- Katedrala je crkva u kojoj biskup, odnosno nadbiskup ima svoju biskupsku stolicu i stoluje te obavlja sveto bogoslužje.
- Kapela je termin koji se koristi za manju crkvenu građevinu, obično ovisnu o nekoj većoj župnoj crkvi
- Bazilika je naziv za rani oblik kršćanske bogomolje te naziv za posebno privilegiranu crkvu. Postoje velike (basilicae maiores) i manje bazilike (basilicae minores).
- Popis bazilika
- Župna kuća, župni stan ili župni dvo naziv je za mjesto u kojem obitavaju župnik, kapelan i ostali svećenici iz pojedine župe.
- Svećenički dom je kršćanska rezidencijalna građevina i ustanova. Prvenstvena namjena mu je smještaj umirovljenih svećenika ili svećenika koji zbog bolesti moraju prekinuti službu, život dostojan čovjeka.

- crkvena umjetnost
- crkvena arhitektura
- Crkvena arhitektura u Hrvatskoj
- crkveni namještaj

- ranokršćanska Crkva
- predromanička crkva
- romanička crkva
- gotička crkva
- renesansna crkva
- barokna crkva
- klasicistička crkva
- moderna crkva